# Jerome Motto
Jerome Motto (16 de outubro de 1921 – 4 de janeiro de 2015) foi um psiquiatra americano que conduziu a primeira intervenção de prevenção ao suicídio que reduziu as mortes por suicídio, conforme comprovado por meio de um ensaio clínico aleatorizado. O estudo envolveu o envio de cartas curtas que expressavam o interesse dos investigadores nos destinatários, sem pressioná-los a tomar qualquer atitude.

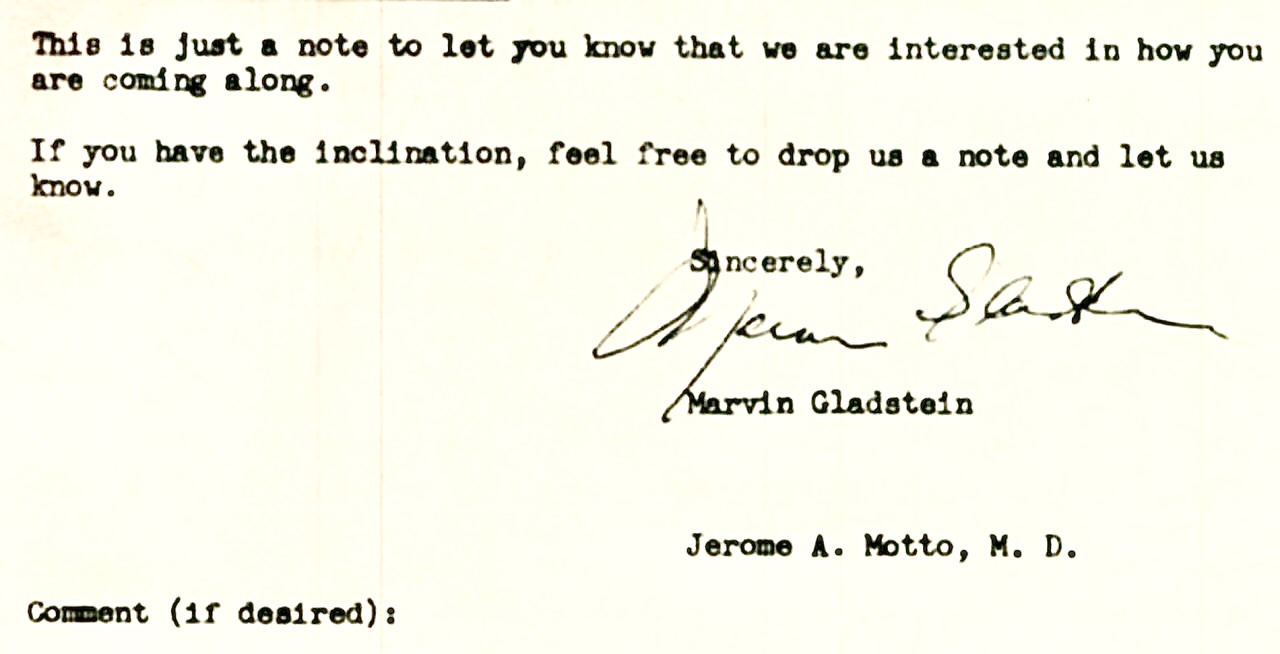
Uma carta atenciosa enviada por Motto ao seu paciente.

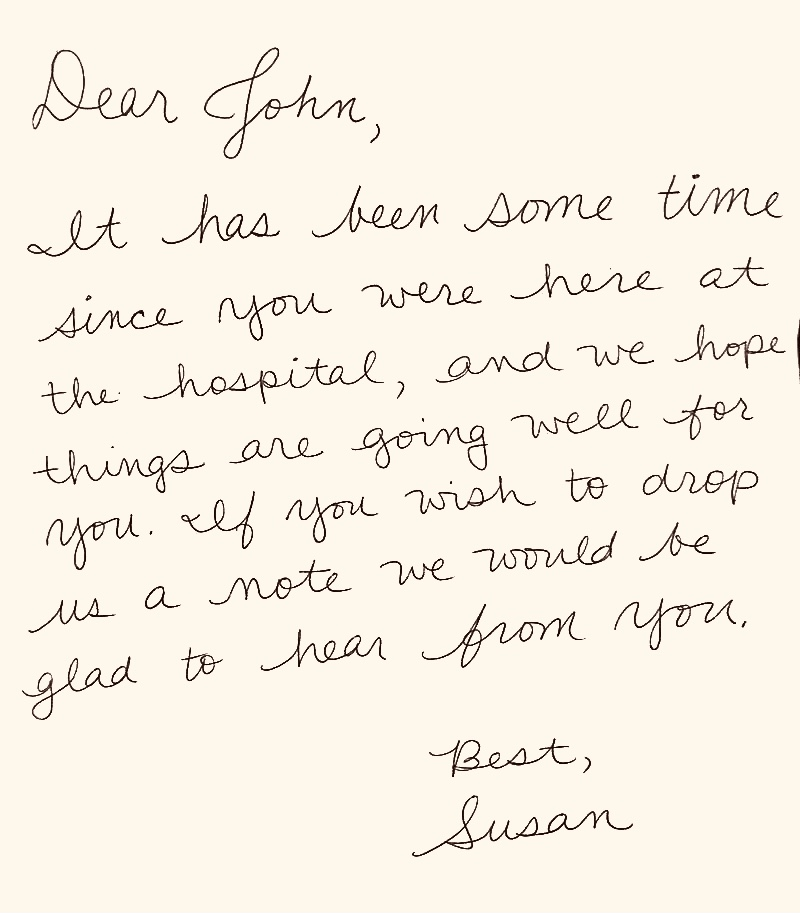
Uma carta atenciosa escrita à mão.

A abordagem de Motto é por vezes chamada de modelo de prevenção do suicídio das “Cartas Atenciosas”. A técnica envolve cartas enviadas por um investigador que conversou longamente com o destinatário durante uma crise suicida. As cartas-modelo datilografadas eram breves – às vezes com apenas duas frases – assinadas pessoalmente pelo investigador e expressavam interesse no destinatário sem fazer quaisquer exigências. Inicialmente, eram enviadas mensalmente, diminuindo eventualmente a frequência para cartas trimestrais; se o destinatário respondesse, uma carta pessoal adicional era enviada. A abordagem foi parcialmente inspirada pela experiência de Motto ao receber cartas durante a Segunda Guerra Mundial de uma jovem que ele conheceu antes de ser destacado. Embora os mecanismos exatos tenham sido debatidos, os investigadores geralmente pensam que elas comunicam um interesse genuíno e uma conexão social que os destinatários consideram útil.
As cartas atenciosas são baratas e são a única ou uma das poucas abordagens para a prevenção do suicídio que comprovadamente funcionam durante os primeiros anos após uma tentativa de suicídio que resultou em hospitalização.
Jerome Motto morreu em 4 de janeiro de 2015, no Hospital Mills Peninsula em Burlingame, Califórnia.

## Publicações
- Motto, J. A. (1976). «Suicide prevention for high-risk persons who refuse treatment». Suicide and Life-Threatening Behavior. 6 (4): 223–230. ISSN 0363-0234. PMID 1023455